# Eugongylus mentovarius
Espèce
Synonymes
- Lygosoma mentovarium Boettger, 1895

Eugongylus mentovarius est une espèce de sauriens de la famille des Scincidae.

## Répartition
Cette espèce est endémique d'Halmahera dans les Moluques en Indonésie. Sa présence est incertaine sur l'ile de Ternate.

## Publication originale
- Boettger, 1895 : Liste der Reptilien und Batrachier der Insel Halmaheira nach den Sammlungen Prof. Dr. W. Kükenthal's. Zoologischer Anzeiger, vol. 18, p. 116-121, 129-138 (texte intégral).